# Айке (аул)
Айке (каз. Әйке, ранее — село Псковское) — аул в Айтекебийском районе Актюбинской области Казахстана. Административный центр Айкенского сельского округа. Код КАТО — 153441100.
Аул расположен на берегу одноимённого озера Айке.

## Население
В 1999 году население аула составляло 1510 человек (771 мужчина и 739 женщин). По данным переписи 2009 года в ауле проживало 1058 человек (547 мужчин и 511 женщин).